# All Killer, No Filler: The Anthology
All Killer, No Filler: The Anthology è una raccolta del cantante statunitense Jerry Lee Lewis.
Il disco, pubblicato dalla Rhino nel 1993, raccoglie 42 celebri brani rock and roll e country di Jerry Lee Lewis che era già stati pubblicati precedentemente tra la prima metà degli anni '50 fino agli anni '80.
L'album è stato accolto positivamente dalla critica. Nel 2003, la nota rivista Rolling Stone ha inserito All Killer, No Filler: The Anthology nella lista dei "500 migliori album di tutti i tempi.

## Tracce

### Disco uno
1. "Crazy Arms" (Ralph Mooney, Chuck Seals) – 2:44
2. "End of the Road" (Jerry Lee Lewis) – 1:48
3. "It'll Be Me" (Jack Clement) – 2:45
4. "All Night Long" (Don Chapel, Traditional) – 2:03
5. "Whole Lotta Shakin' Goin On" (Sonny David, Dave Williams) – 2:52
6. "You Win Again" (Hank Williams) – 2:55
7. "Great Balls of Fire" (Otis Blackwell, Jack Hammer) – 1:51
8. "Down the Line" (Roy Orbison, Sam Phillips) – 2:13
9. "Breathless" (Blackwell) – 2:42
10. "High School Confidential" (Ron Hargrave, Lewis) – 2:29
11. "Break Up" (Charlie Rich) – 2:38
12. "In the Mood" (Joe Garland, Andy Razaf) – 2:20
13. "I'm on Fire" (Bob Feldman, Jerry Goldstein, Richard Gottehrer) – 2:23
14. "Money (That's What I Want)" (Janie Bradford, Berry Gordy Jr.) – 4:28
15. "Another Place, Another Time" (Jerry Chesnut) – 2:25
16. "What's Made Milwaukee Famous (Has Made a Loser Out of Me)" (Glenn Sutton) – 2:35
17. "She Still Comes Around (To Love What's Left of Me)" (Sutton) – 2:29
18. "To Make Love Sweeter for You" (Jerry Kennedy, Sutton) – 2:49
19. "Don't Let Me Cross Over" (Joe Penny) – 2:58
20. "One Has My Name (The Other Has My Heart)" (Hal Blair, Eddie Dean, Dearest Dean) – 2:38
21. "Invitation to Your Party" (Bill Taylor) – 1:57

### Disco due
1. "She Even Woke Me Up to Say Goodbye" (Doug Gilmore, Mickey Newbury) – 2:39
2. "One Minute Past Eternity" (Stan Kesler, Taylor) – 2:05
3. "I Can't Seem to Say Goodbye" (Don Robertson) – 2:33
4. "Once More With Feeling" (Kris Kristofferson, Shel Silverstein) – 2:24
5. "There Must Be More to Love Than This" (Thomas LaVerne, Taylor) – 2:43
6. "Please Don't Talk About Me When I'm Gone" (Sidney Clare, Sam H. Stept) – 2:24
7. "Touching Home" (Dallas Frazier, A.L. Owens) – 2:36
8. "Would You Take Another Chance on Me" (Jerry Foster, Bill Rice) – 2:51
9. "Chantilly Lace" (J.P. Richardson) – 2:50
10. "No Headstone on My Grave" (Rich) – 5:22
11. "Drinkin' Wine, Spo-Dee-O-Dee" (Stick McGhee, J. Mayo Williams) – 3:38
12. "Sometimes a Memory Ain't Enough" (Stan Kesler) – 2:54
13. "Meat Man" (Mack Vickery) – 2:46
14. "He Can't Fill My Shoes" (Frank Dycus, Larry Kingston) – 2:32
15. "Let's Put It Back Together Again" (Foster, Rice) – 3:18
16. "Middle Age Crazy" (Sonny Throckmorton) – 3:54
17. "Come on In" (Bobby Braddock) – 2:32
18. "I'll Find It Where I Can" (Michael Clark, Zack Vanasdale) – 2:46
19. "Over the Rainbow" (Harold Arlen, E.Y. "Yip" Harburg) – 3:45
20. "Thirty-Nine and Holding" (Foster, Rice) – 2:56
21. "Rockin' My Life Away" (Vickery) – 3:27